# Ahmed Grán
Ahmed Grán teljes nevén Ahmad ibn Ibrahim Al-Gházi (1506. k. – 1543. február 21. Tana mellett) arab vezér, a szomáliai Adal uralkodója, az 1538-57-es portugál-oszmán háború egyik kulcsfigurája. Neve jelentése Ahmed, a Balkezes.

## Élete

### Kelet-Afrika Grán idejében
Az arabok Afrikába tömegével vándoroltak, ahol új államokat alapítottak, vagy ottani országokat, törzseket iszlamizáltak. A kelet-afrikai népek egyfelől fenyegetve voltak a keresztény Etiópia, az arabok, a törökök és az európai gyarmatosítók részéről. Egymás ellen is ádáz harcot vívtak, így a külső ellenséggel szemben gyakorlatilag aligha vehették fel sikerrel az ellenállást.
Ahmed Grán arabjai élén elfoglalta Adal szomáliai fejedelemséget, ahol eleinte báburalkodóként fivérét ültette trónra. Abesszínia ellen dzsihádot hirdetett és sereget toborzott az arab és a török terjeszkedés által fenyegetett törzsekből. Embereit a törökök által elterjesztett tűzfegyverekkel is ellátta, amit az oszmánok azért küldtek, hogy eredményesen szálljanak szembe az Afrikában terjeszkedő portugálokkal, akikkel az oszmánok már 1509-ben háborúztak.
Grán szolgálatába ugyanakkor egy oszmán hadtest szegődött, mely nagyobb részt irreguláris török muskétásokból állt.

### Háborúk
1526-27-ben Grán betört Etiópiába, levert egy abesszin sereget, 1531-ben pedig a dzsihád keretében négyéves háború után meghódította az ország jó részét. Sok keresztényt megölt, vagy erőszakkal muszlim hitre kényszerített.
Az etióp uralkodó Portugáliától kért segítséget, s a portugálok, akik szintén háborúban álltak a törökkel, négyszáz muskétást és lovast küldtek segítségük. Ezzel szemben Grán is megerősítette török csapatát, azzal, hogy kb. 900-1000 oszmán, albán és arab muskétást szerzett. Továbbiakban mintegy 2000 muskétás jött Arábiából, valamint 900 török dzsidás.
Eleinte több vereséget mért a portugál-etióp seregre. Az új király Galavdevosz összeszedte övéit és szövetségeseit, és ellentámadásba lendült.
Grán 200 oszmán muskétást magához véve szembeszállt velük, de a Tana-tó melletti csatában vereséget szenvedett és ő is elesett.